# Chemax (kommun)
Chemax är en kommun i Mexiko.   Den ligger i delstaten Yucatán, i den östra delen av landet, 1 200 km öster om huvudstaden Mexico City. Antalet invånare är 33 490. Arean är 1 099 kvadratkilometer.
Terrängen i Chemax är mycket platt.
Följande samhällen finns i Chemax:
- Chemax
- Cocoyol
- San Juan Chen
- Santa Cruz
- Lol-Bé
- Hoteoch
- Kantó
- San José Chahuay
- X-Cohuó
- Tulín